# Nîvra, Borșciv
Nîvra (în ucraineană Нивра) este localitatea de reședință a comunei Nîvra din raionul Borșciv, regiunea Ternopil, Ucraina.

## Demografie
Componența lingvistică a localității Nîvra
     Ucraineană (99,64%)
     Alte limbi (0,36%)
Conform recensământului din 2001, majoritatea populației localității Nîvra era vorbitoare de ucraineană (99,64%), existând în minoritate și vorbitori de alte limbi.